# Don't lose Your way
Don't lose your way（ドント・ルーズ・ユア・ウェイ）はTWINZERの10枚目のシングル。

## 内容
テレビ朝日系「NBA FAST BREAK」エンディング・テーマ。本作以降のシングル表題曲はアルバム未収録であるが、カップリングの「THE SHADOW」はアルバムバージョンとして、『prayer』に収録されている。

## 収録曲
1. Don't lose your way
作詞・作曲：生沢佑一 編曲：TWINZER
2. THE SHADOW
作詞・作曲：生沢佑一 編曲：TWINZER
3. Don't lose your way (TV MIX)

## 参加ミュージシャン
- 生沢佑一 - ボーカル
  - 鈴木英俊 - ギター
  - 寺島良一 - アコースティックギター
  - 明石昌夫 - ベース
  - 黒瀬蛙一 - ドラム
  - 増田隆宣 - キーボード